# Commissione per l'ambiente, la sanità pubblica e la sicurezza alimentare del Parlamento europeo
La commissione per l'ambiente, la sanità pubblica e la sicurezza alimentare (ENVI, abbreviazione del francese environnement) è una commissione permanente del Parlamento europeo. È composta da 76 eurodeputati ed è attualmente presieduta dall'italiano Antonio Decaro.

## Competenze
In base al regolamento del Parlamento europeo la commissione per l'ambiente, la sanità pubblica e la sicurezza alimentare è la:
1.   la politica dell'ambiente e le misure per la sua tutela concernenti, in particolare:
a)   il cambiamento climatico,

b)   l'inquinamento dell'aria, del suolo e delle acque, la gestione e il riciclaggio dei rifiuti, le sostanze e i preparati pericolosi, i livelli di rumore, il cambiamento climatico e la tutela della biodiversità,

c)   lo sviluppo sostenibile,

d)   le misure e gli accordi internazionali e regionali per la protezione dell'ambiente,

e)   la riparazione del danno ambientale,

f)   la protezione civile,

g)   l'Agenzia europea dell'ambiente,

h)   l'Agenzia europea per le sostanze chimiche;
2.   la sanità pubblica, in particolare:
a)   i programmi e le azioni specifiche nel settore della sanità pubblica,

b)   i prodotti farmaceutici e cosmetici,

c)   gli aspetti sanitari del bioterrorismo,

d)   l'Agenzia europea per i medicinali e il Centro europeo per la prevenzione e il controllo delle malattie;
3.   le questioni riguardanti la sicurezza alimentare, in particolare:
a)   l'etichettatura e la sicurezza dei prodotti alimentari,

b)   la legislazione veterinaria concernente la protezione contro i rischi per la salute umana; i controlli sanitari dei prodotti alimentari e dei sistemi di produzione alimentare,

c)   l'Autorità europea per la sicurezza alimentare e l'Ufficio alimentare e veterinario europeo.»
(Regolamento del Parlamento europeo, Allegato VI: Attribuzioni delle commissioni parlamentari permanenti, VIII. Commissione per l'ambiente, la sanità pubblica e la sicurezza alimentare)

## Sottocommissione per la sanità pubblica
La sottocommissione per la sanità pubblica (SANT) assiste la commissione ENVI per quanto riguarda la sanità pubblica.

## Presidenti
| Periodo     | Presidente         | Nazionalità | Gruppo |
| ----------- | ------------------ | ----------- | ------ |
| 2007 – 2009 | Miroslav Ouzký     | Rep. Ceca   | PPE    |
| 2009 – 2012 | Jo Leinen          | Germania    | S&D    |
| 2012 – 2014 | Matthias Groote    | Germania    | S&D    |
| 2014 – 2017 | Giovanni La Via    | Italia      | PPE    |
| 2017 – 2019 | Adina-Ioana Vălean | Romania     | PPE    |
| 2019 – 2024 | Pascal Canfin      | Francia     | RE     |
| dal 2024    | Antonio Decaro     | Italia      | S&D    |